# Valdas Adamkus

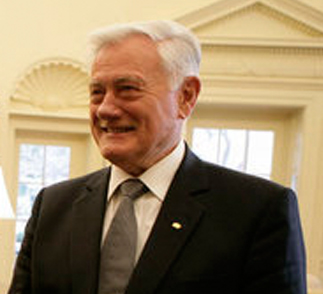
Valdas Adamkus

Valdas Voldemaras Adamkus (Kaunas, 3 november 1926 als Voldemaras Adamkavičius) is een voormalige president van de Republiek Litouwen. Hij diende  als president van 1998 tot 2003 en opnieuw van 2004 tot 2009.

## Levensloop
Adamkus nam tijdens de Tweede Wereldoorlog deel aan het verzet tegen het Rode Leger en toen dat Litouwen vast in handen kreeg vluchtte hij naar Duitsland. In 1949 emigreerde hij naar de Verenigde Staten, waar hij ging studeren aan het Illinois Institute of Technology. Van 1970 tot 1997 werkte hij bij de Environmental Protection Agency. Na zijn pensionering keerde hij terug naar Litouwen, dat zich inmiddels van de Sovjet-Unie had losgemaakt. Hij kandideerde zich als president en werd gekozen na zijn Amerikaanse staatsburgerschap te hebben opgegeven.
Adamkus' eerste termijn als president bestreek de periode van 26 februari 1998 tot 25 februari 2003.  Bij de presidentsverkiezingen van 2003 verloor hij van de stuntpiloot Rolandas Paksas. Later werd deze beschuldigd van contacten met de Russische maffia en in 2004 door het parlement afgezet. Spoedig daarna, bij de nieuwe verkiezingen, deed Valdas Adamkus weer mee en werd hij verkozen tot president. Na zijn tweede ambtstermijn stelde Adamkus zich niet herkiesbaar en in juli 2009 werd hij opgevolgd door Dalia Grybauskaitė.
Adamkus en zijn Estse ambtgenoot Arnold Rüütel schreven geschiedenis toen zij weigerden om op 9 mei 2005 in Moskou de feestelijke herdenking bij te wonen van het einde van de Tweede Wereldoorlog. Beide presidenten legden er de nadruk op dat de Duitse bezetting in hun landen werd gevolgd door een Sovjet-Russische bezetting van 46 jaar.
Adamkus is lid van de Club van Madrid en erelid van de International Raoul Wallenberg Foundation. Sinds 26 februari 2003 is hij drager van het Grootkruis met Keten in de Orde van Vytautas de Grote. Ook sinds 2003 is hij UNESCO Goodwill Ambassadeur.